# Матвійовичі (Жабинківський район)
Матвійовичі (біл. Мацеевічы) — агромістечко в Білорусі, у Жабинківському районі Берестейської області. Орган місцевого самоврядування — Кривлянська сільська рада.

## Географія
Розташоване за 10 км на південний схід від Жабинки.

## Історія
У XVI століття Матвійовичами володіли Бернатовичі, Федюшки, Богушевичі, Здітовські. У селі регулярно проходили селянські копи (суди). У XVIII столітті Костюшки спорудили в селі дерев'яну православну або греко-католицьку церкву святого Іоана Хрестителя.
У період входження до міжвоєнної Польщі мешканці села зверталися до польської влади з проханням відкрити в Матвійовичах українську школу. У 1930-х роках у селі діяв український кооператив «Добробут» та філія товариства «Просвіта».

## Населення
За переписом населення Білорусі 2009 року чисельність населення села становила 370 осіб.